# Bent Hansen
Bent Hansen (Koppenhága, 1933. szeptember 13. – 2001. március 8.) olimpiai ezüstérmes dán válogatott labdarúgó. 
A dán válogatott tagjaként részt vett az 1960. évi nyári olimpiai játékokon és az 1964-es Európa-bajnokságon.

## Sikerei, díjai
Dánia
- Olimpiai ezüstérmes (1): 1960